# Bogdan Kirizmić
Bogdan Kirizmić (en serbio: Богдан Киризмић; fl. 1358-1371), fue un noble serbio, comerciante de Prizren, protovestiario (administrador) al servicio del rey Vukašin (cogobernante de Serbia entre 1365 y 1371, junto con el emperador Esteban Uroš V).

## Biografía
Kirizmić provenía de Prizren, hijo de Rajko Kirizmić. En 1354, un Bogdan, el hijo de la noble Višeslava fue mencionado; este era posiblemente Bogdan Kirizmić o el kaznac Bogdan (fl. 1363).
Kirizmić fue mencionado por primera vez en los documentos raguseos en 1358, como un comerciante de Prizren. A finales de julio de 1361, los emisarios del emperador Uroš V, Kirizmić y Marko (posiblemente Marko Mrnjavčević), llegaron a Ragusa (Dubrovnik).
Era el comerciante más rico en Serbia, y se convirtió en el protovestiario del rey Vukašin (siendo mencionado con el título el 10 de junio de 1371). Aunque es mencionado en los documentos raguseos como el protovestiario de Vukašin, serviría al mismo tiempo como el protovestiarios de Uroš V.